# Semana Internacional de Cine de Valladolid 2011
La 56.ª edición de la Semana Internacional de Cine de Valladolid, muestra cinematográfica anual celebrada en la ciudad española de Valladolid, tuvo lugar entre el 22 y el 29 de octubre de 2011.

## Programación

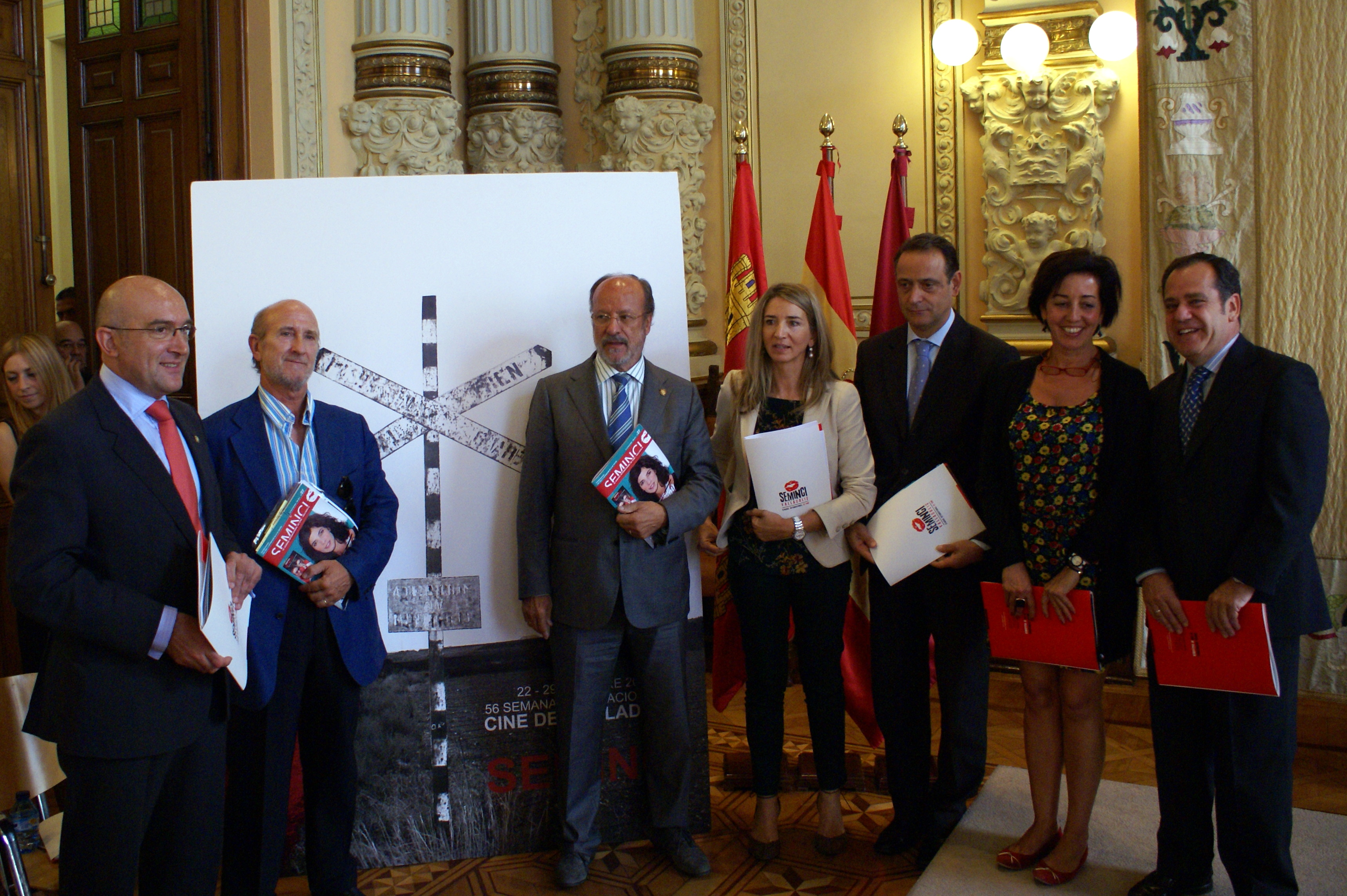
Presentación de la Seminci 2011 en el Ayuntamiento de Valladolid.

La Semana Internacional de Cine presentó una amplia y variada muestra del cine mundial actual. Inaugurando la semana, en la Sección Oficial, estuvo el largometraje Habemus Papam del director italiano Nanni Moretti. A lo largo del festival en esta Sección se mostraron 17 largometrajes y 12 cortometrajes de diferentes directores y la semana cerró con la película Superclásico, del danés Ole Christian Madsen.
La Sección Punto de encuentro, fue muestra paralela y competitiva enmarcada dentro de la Semana Internacional de Cine, proyectó 17 largometrajes y 10 cortometrajes de las películas de ficción, estas películas fueron seleccionadas por tener una especial relevancia por su estética o valía temática. También esta sección presentó 6 películas en 'La Noche del corto español'.
Desde hace algunos años, con la sección Spanish Cinema, se busca apoyar y promover el cine español. Se recogió una muestra de las películas españolas presentadas durante el año. En la edición de 2011 se presentaron dos preestrenos: Cinco metros cuadrados, de Max Lemcke y Urte Berri on, Amona, de Telmo Esnal; y 13 películas. Los documentales tendrán su representación en la sección Tiempo de Historia, 14 estarán en concurso y 3 en honor al Día de la Diversidad Cultural (Haití en la memoria), que estarán fuera de concurso.
El director del festival, Javier Angulo Barturen informó que uno de los ciclos de la edición de 2011 está dedicado al nuevo cine sueco, con el título de Novísimos. Cine sueco del siglo XXI, e incluyó una selección de 16 largometrajes, 12 cortometrajes y 1 documental.
Generación literaria de los años 50, fue la sección en donde se mostraron las adaptaciones al cine de los más destacados escritores españoles de esa generación y contó con 11 largometrajes y 2 cortometrajes. En esta edición se celebraron actos para conmemorar el décimo aniversario de la ECAM (Escuela de Cinematografía y del Audiovisual de la Comunidad de Madrid) y tuvieron su sección con la proyección de 8 películas. Desde hace cuatro años la Seminci cuenta con la sección Castilla y León en Corto, dedicada a mostrar cortometrajes realizados en la comunidad y también apoyar a los autores castellano leoneses. Compitieron seis cortos en esta sección.
Con la presentación de la película Le Procès del director estadounidense Orson Wells se rindió homenaje a la Federación Internacional de la Prensa Cinematográfica (FIPRESCI) por sus 50 años de presencia en Seminci.
En el marco del Día de Argentina fueron exhibidos dos largometrajes de directores argentinos, Belgrano de Sebastián Pivotto y Revolución: El cruce de los Andes de Leandro Ipiña. Belgrano (alternativamente llamada Belgrano: La película) es una  película del género biopic (biográfico-épico), basada en la vida del prócer argentino Manuel Belgrano . Ha sido producida y realizada en el año 2010 dentro del contexto del Bicentenario de Argentina  lo que elevó el interés público por la Revolución de Mayo y la Guerra de la Independencia de la Argentina. Por su parte Revolución: El cruce de los Andes es una película histórica del año 2010, que relata la epopeya realizada por el General José de San Martín cuando cruzó la Cordillera de Los Andes con su ejército a mediados de 1817, y como vivió los acontecimientos un anciano llamado Corvalán, que era un joven en esa época.
Del director Chema Sarmiento y con la producción de Castilla y León Televisión, presentaron la película Viene una chica. Esta película está basada en el libro Los males menores (1993), de Luis Mateo Díez.
También, fuera de concurso, se proyectó un documental de la directora Lidia Martín Merino, El retorno del Avefría.

## Secciones y Ciclos

### Sección Oficial

#### Largometrajes
- Habemus Papam, de Nanni Moretti (inauguración),  Italia -  Francia
- Boker Tov, Adon Fidelman (Restauración), de Joseph Madmony,  Israel
- Circumstance (Circunstancia), de Maryam Keshavarz,  Estados Unidos -  Irán -  Líbano -  Francia
- De tu ventana a la mía, de Paula Ortiz,  España
- El perfecto desconocido, de Toni Bestard,  Eslovenia
- Hasta la vista, de Geoffrey Enthoven,  Bélgica
- La Conquête, de Xavier Durringer,  Francia
- Le Gamin au vélo (El niño de la bicicleta), de Jean-Pierre Dardenne, Luc Dardenne,  Bélgica -  Francia
- Les Neiges du Kilimandjaro (Las nieves del Kilimanjaro), de Robert Guédiguian,  Francia
- Medianeras, de Gustavo Taretto,  Argentina -  España
- Monsieur Lazhar (Profesor Lazhar), de Philippe Falardeau,  Canadá
- Shan zha shu zhi lian (Under The Hawthorne Tree), de Zhang Yimou,  China
- Starbuck, de Ken Scott,  Canadá
- The Guard (El Guardia), de John Michael McDonagh,  Irlanda -  Reino Unido
- Veljekset (Hermanos), de Mika Kaurismäki,  Finlandia
- Verdades verdaderas. La vida de Estela, de Nicolás Gil Lavedra,  Argentina -  España
- W ciemności (In Darkness), de Agnieszka Holland,  Alemania -  Polonia -  Canadá
- Wuthering Heights (Cumbres borrascosas), de Andrea Arnold,  Reino Unido
- Superclásico, de Ole Christian Madsen (clausura),  Dinamarca

#### Cortometrajes
Los cortometrajes que participaron en la sección oficial son las siguientes:
- 5ºB Escalera dcha., de María Adánez,  España
- Anyone for Tennis (Alguien quiere jugar al tenis), de Monne Lindström,  Suecia
- Blue, de Stephen Kang,  Nueva Zelanda
- Courte vie (Vida truncada), de Adil El Fadili,  Marruecos
- Dimanches (Los domingos), de Valéry Rosier,  Bélgica
- Fugue (Fuga), de Vincent Bierrewaerts,  Francia -  Bélgica
- Il respiro dell’arco (El respiro del arco), de Enrico Maria Artale,  Italia
- Las Palmas, de Johannes Nyholm,  Suecia
- Oedipus (Edipo), de Paul Driessen,  Canadá
- Rose & Violet, de Luc Otter, Claude Grosch,  Canadá -  Bélgica
- Superman, Spiderman sau Batman (Superman, Spiderman o Batman), de Tudor Giurgiu,  Rumania
- Ticket, de Ferenc Rófusz,  Hungría

### Punto de encuentro

#### Largometrajes
- Buggy (Bugs), de Andrey Bogatyrev,  Rusia
- Camera Obscura, de Maru Solores,  España
- El dedo, de Sergio Teubal,  Argentina}
- Dernier étage gauche gauche (Top Floor Left Wing), de Angelo Cianci,  Francia -  Luxemburgo
- Dom (House), de Zuzana Liová,  Eslovaquia -  República Checa
- Eldfjall (Volcano), de Rúnar Rúnarsson,  Dinamarca -  Islandia
- Frit Fald (Rebounce), de Heidi Maria Faisst,  Dinamarca
- Hyvä Poika (The Good Son), de Zaida Bergroth,  Finlandia
- I am, de Onir,  India
- La lección de pintura, de Pablo Perelman,  Chile -  España -  México
- Let my People Go!, de Mikael Buch,  Francia
- Marécages (Wetlands), de Guy Édoin,  Canadá
- Quixote’s Island, de Didier Volckaert,  Bélgica
- Stealing Summers, de David Martín Porras,  Estados Unidos
- Tage die Bleiben (A Family of Three), de Pia Strietmann,  Alemania
- Terrados, de Demian Sabini,  España
- Tyska Leken (The Quiet Game), de Görel Crona,  Suecia

#### Cortometrajes
- 13, de Malou Reymann,  Dinamarca
- Abiogenesis, de Richard Mans,  Nueva Zelanda
- Bíborcsiga (Purple), de Judit y Roland Tóth-Pócs,  Hungría
- Det kommer aldrig att ga över (This Means Forever), de Amanda Kernell,  Suecia
- Gamja (Potato), de Hogil Hwang,  Corea del Sur
- Grenouille d’hiver, de Slony Sow,  Francia
- Habibti, de Nour Wazzi,  Líbano
- Het Bijzondere Leven van Rocky De Vlaeminck (The Extraordinary Life of Rocky), de Kevin Meul,  Bélgica
- Meg mire jo a Hullamcsat? (What else is the bobby pin good for?), de Roland Tóth-Pócs,  Hungría
- Kinderspiel, de Lars Kornhoff ,  Alemania

#### La noche del corto español
- Eran gigantes, de Hugo Sanz
- La media pena, de Sergio Barrejón
- La mujer del hatillo gris, de Luis Trapiello
- Plenamar, de Joan Carles Martorell
- The Red Virgin, de Sheila Pye
- Sol, de Sonia Madrid

### Spanish Cinema
- Blackthorn, de Mateo Gil.
- Blog, de Elena Trapé.
- Chico y Rita, Fernando Trueba
- Cinco metros cuadrados, Max Lemcke
- Elisa K, Judith Colell
- Entrelobos, Gerardo Olivares
- Flamenco flamenco, Carlos Saura
- Ispansi, Carlos Iglesias
- José y Pilar, Miguel Gonçalves Mendes
- La mitad de Óscar, Manuel Martín Cuenca
- No controles, Borja Cobeaga
- No tengas miedo, Montxo Armendáriz
- Los ojos de Julia, Guillem Morales
- Pa negre, Agustí Villaronga
- ¿Para qué sirve un oso?, Tomás Fernández
- Todas las canciones hablan de mí, Jonás Trueba
- Urte berri on, amona, Telmo Esnal

### Tiempo de Historia
- 2012 Time for Change, de Joao Amorim,  Estados Unidos
- Baracoa 500 años después, de Mauricio Vicent,  España
- Family Portrait in Black and White, de Julia Ivanova,  Canadá
- Gerillasonen (The Guerilla Son), de David Herdies y Zanyar Adami,  Suecia
- Give Up Tomorrow, de Michael Collins,  Reino Unido -  Estados Unidos
- Gotthard Schuh. Una visione sensuale del mondo, de Villi Hermann,  Suiza
- The Guantanamo Trap, de Thomas Selim Wallner,  Alemania -  Canadá -  Suiza
- La guerra del golf, de Lucía Sánchez,  España
- Murundak: Songs of Freedom, de Natasha Gadd y Rhys Graham,  Australia
- Los ojos de la guerra, de Roberto Lozano Bruna,  España
- The Pipe, de Risteard O’Domhnaill,  Irlanda
- Sing Your Song, de Susanne Rostock,  Estados Unidos
- La sombra de Evita (Volveré y seré millones), de Xavier Gassió,  España
- Unfinished Spaces, de Alysa Nahmias y Benjamin Murray,  Estados Unidos

Día de la Diversidad Cultural (Haití en la memoria) - Fuera de concurso
- Vilaj, de Fernando Guillén Cuervo,  España
- Y también Gaelle, de Natalie Johanna Halla,  España
- Winners, de Mercedes Goiz & Luis Bardón,  España

### Novísimos. Cine sueco delsigloXXISwedish Film is Here

#### Largometrajes
- 7X – This is Our Kids (7X: lika barn leka bäst), de Emil Jonsvik
- Balls (Farsan), de Josef Fares
- Between Two Fires, de Agnieszka Lukasiak
- Corridor (Isolerad), de Johan Lundborg y Johan Storm
- Dear Alice (För kärleken), de Othman Karim
- Four More Years (Fyra ar till), de Tova Magnusson
- Happy End, de Björn Runge
- Miss Kicki, de Hakon Liu
- A One-way to Antibes (En enkel till Antibes), de Richard Hobert]
- Pure (Till det som är vackert), de Lisa Langseth
- Savage (Odjuret), de Martin Jern y Emil Larsson
- She Monkeys (Apflickorna), de Lisa Achan
- Simon and the Oaks, de Lisa Ohlin
- Simple Simon (I rymden finns inga känslor),de  Andreas Öhman
- Sound of Noise, de Ola Simonsson & Johannes Stjärne Nilsson
- Starring Maja (Prinsessa), de Teresa Fabik

#### Cortometrajes
- Tile M for Murder (Lägg M för mord), de Magnus Holmgren
- Grandmother’s Eye (Mormors öga), de Jonathan Lewald
- Incident by a Bank (Händelse vid bank), de Ruben Östlund
- Little Children, Big Words (Små barns, stora ord), de Lisa James Larsson
- Peter’s Room (Peters rum), de Nicolas Kolovos
- Tussilago (Tussilago), de Jonas Odell
- 13 Related Sewing Machines, de Anna Linder
- Fungus (Svamp), de Charlotta Miller
- Girl, de Fijona Januzi
- Inbetweener (Dagar emellan), de Erik Bäfving
- Lady Crush (Tantlängtan), de Hanna Sköld
- Music for One X-mas and Six Drummers, de Johannes Stjärne Nilsson y Ola Simonsson

#### Documentales
- I Am My Own Dolly Parton (Jag är min egen Dolly parton), de Jessica Nettelbladt

### Generación literaria de los años 50

#### Largometrajes
- El aire de un crimen (Juan Benet), de Antonio Isasi (1988)
- Los farsantes (Daniel Sueiro), de Mario Camus (1963)
- Los golfos (Rafael Sánchez Ferlosio), de Carlos Saura (1959)
- Llegar a más (Jesús Fdz. Santos), de Jesús Fernández Santos (1964)
- Madrugada (A. Buero Vallejo), de Antonio Fernández-Román (1957)
- Nuevas amistades (Juan García Hortelano), de Juan García Hortelano (1962)
- Los pájaros de Baden-Baden (Ignacio Aldecoa), de Mario Camus (1974)
- Los tarantos (Alfredo Mañas), de Francisco Rovira Beleta (1963)
- Tiempo de silencio (Luis Martín-Santos), de Vicente Aranda (1986)
- Últimas tardes con Teresa (Juan Marsé), de Gonzalo Herralde (1984)
- Viento del norte (Elena Quiroga), de Antonio Momplet (1954)

#### Cortometrajes
- A este lado del muro (Luis Goytisolo), de Angelino Fons (1963)
- El Jarama (Rafael Sánchez Ferlosio), de Julián Marcos (1965)

### Escuela de Cinematografía y del Audiovisual de la Comunidad de Madrid
- Agua pasada, de Agnès Guilbault
- Los galgos, de Gabriel Azorín Belda
- In memoriam, de Carmen Bellas
- Ojos que no duermen, de Leonardo Santana Zubieta
- Piedra angular, de Mariola Lledó
- El secreto del circo, de Leyla Daruis Luis
- Shoot for the Moon, de Casandra Macías Gago
- Son dos días, de Andrés Lopetegui Santos

### Castilla y León en Corto
- G, de Diego Puertas
- Despedida, de Andrea Fernández
- El maná, de Juan Carrascal-Ynigo
- Combatidos, de Javier San Román
- Matar a un niño, de José y César Esteban Alenda
- Picnic, de Gerardo Herrero

### Sesiones especiales
- Le Procès (El proceso), de Orson Welles (50 aniversario FIPRESCI en Valladolid)
- Belgrano, de Sebastián Pivotto (Día de Argentina)
- Revolución, el cruce de los Andes, de Leandro Ipiña (Día de Argentina)
- Viene una chica, de Chema Sarmiento (Producción de Castilla y León Televisión)
- El retorno del Avefría, de Lidia Martín Merino  - Festival de Teatro y Artes de Calle de Valladolid (TAC)

## Jurados
Se establecieron seis jurados para las secciones: Punto de Encuentro, Diversidad Cultural, Tiempo de Historia, Castilla y León en corto, Fipresci y el Jurado Internacional para las secciones oficiales.

### Jurado Internacional
- Saâd Chraïbi
- Kirill Razlogov
- Görel Crona
- Sangeeta Datta
- Luisa Matienzo

### Jurado Tiempo de Historia
- Laurence Jourdan
- Pilar Pérez Solano
- Kees Ryninks

### Jurado Castilla y León en Corto
- Javier Muñiz
- David Martín Porras
- María José Martínez Ruiz

### Jurado Fipresci
- Oscar Peyrou
- Dubravka Lakic
- Pablo Utin

### Jurado Diversidad Cultural
- Sylvia Perel
- Georgina Higueras
- Lola Salvador

### Jurado Punto de Encuentro
- Puy Oria
- Santi Amodeo
- Andreas Ungerböck

## Palmarés
Se otorgaron los siguientes premios:

### Sección Oficial

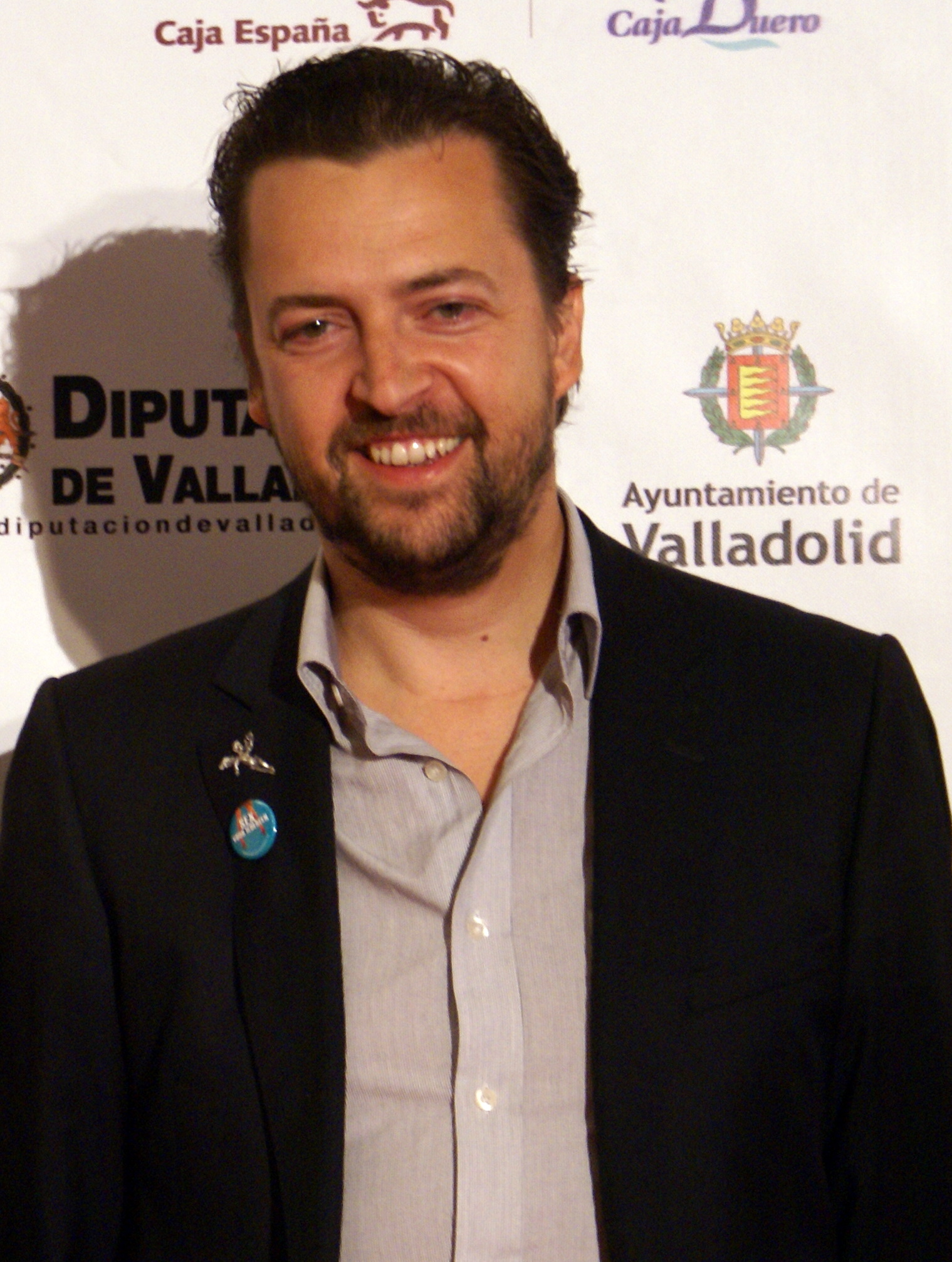
El director de cine belga Geoffrey Enthoven se alzó con la Espiga de Oro al mejor largometraje.

- Espiga de Oro Largometraje: Hasta la vista, de Geoffrey Enthoven,  Bélgica
- Espiga de Plata Largometraje: Les Neiges du Kilimandjaro (Las nieves del Kilimanjaro), de Robert Guédiguian,  Francia
- Premio Especial del Jurado: Circumstance (Circunstancia), de Maryam Keshavarz,  Estados Unidos -  Irán -  Líbano -  Francia
- Premio «Miguel Delibes» al Mejor Guion: Philippe Falardeau,  Canadá por Monsieur Lazhar (Profesor Lazhar),  Canadá
- Premio «Pilar Miró» al Mejor Nuevo Director: Paula Ortiz,  España por De tu ventana a la mía,  España
- Premio al Mejor Actor (ex aequo): Patrick Huard,  Canadá por Starbuck,  Canadá; y Brendan Gleeson,  Irlanda por The Guard (El Guardia),  Irlanda -  Reino Unido
- Premio a la Mejor Actriz: Zhou Dongyu,  China por Shan zha shu zhi lian (Under The Hawthorne Tree),  China
- Premio a la Mejor Dirección de Fotografía: Robbie Ryan, por Wuthering Heights (Cumbres borrascosas),  Reino Unido
- Espiga de Oro Cortometraje: Il respiro dell’arco (El respiro del arco), de Enrico Maria Artale,  Italia - Ticket, de Ferenc Rófusz,  Hungría
- Espiga de Plata Cortometraje: Courte vie (Vida truncada), de Adil El Fadili,  Marruecos
- Premio al Mejor Cortometraje Europeo: Superman, Spiderman sau Batman (Superman, Spiderman o Batman), de Tudor Giurgiu,  Rumania
- Premio del Público: Les Neiges du Kilimandjaro (Las nieves del Kilimanjaro), de Robert Guédiguian,  Francia
- Premio de la Juventud: Hasta la vista, de Geoffrey Enthoven,  Bélgica
- Premio de la Crítica Internacional: Monsieur Lazhar (Profesor Lazhar), de Philippe Falardeau,  Canadá
- Mención Especial a los jóvenes actores: Shannon Beer y Solomon Glave por Wuthering Heights (Cumbres borrascosas),  Reino Unido; y Cyril Catoul por Le Gamin au vélo (El niño de la bicicleta),  Bélgica -  Francia
- Premio al Mejor Director: Agnieszka Holland,  Polonia por W ciemności (In Darkness),  Alemania -  Polonia -  Canadá

### Punto de encuentro
- Mejor Largometraje: Eldfjall (Volcán), de Rúnar Rúnarsson,  Dinamarca -  Islandia
- Mejor Cortometraje Extranjero: Het Bijzondere Leven van Rocky De Vlaeminck (The Extraordinary Life of Rocky), de Kevin Meul,  Bélgica
- Premio 'La Noche del corto Español': The Red Virgin, de Sheila Pye,  España -  Canadá
- Premio del Público: Terrados, de Demian Sabini,  España
- Premio de la Juventud: Dernier étage gauche gauche (Top Floor Left Wing), de Angelo Cianci,  Francia -  Luxemburgo

### Tiempo de Historia
- Primer Premio: Murundak: Songs of Freedom, de Natasha Gadd y Rhys Graham,  Australia
- Segundo Premio: Unfinished Spaces, de Alysa Nahmias y Benjamin Murray,  Estados Unidos
- Tercer Premio: Family Portrait in Black and White, de Julia Ivanova,  Canadá

### Castilla y León
- Premio Castilla y León en Corto: Picnic, de Gerardo Herrero,  España

### AECID
- Premio Diversidad Cultural: Family Portrait in Black and White, de Julia Ivanova,  Canadá
- Mención especial Diversidad Cultural: Murundak: Songs of Freedom, de Natasha Gadd y Rhys Graham,  Australia; y Monsieur Lazhar (Profesor Lazhar), de Philippe Falardeau,  Canadá